# Incisa in Val d'Arno
Incisa in Val d'Arno là một đô thị ở tỉnh Firenze trong vùng Toscana, tọa lạc khoảng 20 km về phía đông nam của Florence. Tại thời điểm ngày 31 tháng 12 năm 2004, đô thị này có dân số 5.787 người và diện tích là 26,5 km².
Incisa in Val d'Arno giáp các đô thị sau: Figline Valdarno, Greve in Chianti, Reggello, Rignano sull'Arno.